# صيق (القف)
صيق هي إحدى قرى عزلة القف بمديرية القف التابعة لمحافظة حضرموت، بلغ تعداد سكانها 81 نسمة حسب تعداد اليمن لعام 2004.